# Oberfricktaler Eisenweg
Der Oberfricktaler Eisenweg ist eine im Jahr 2005 etablierte Wanderroute zur Dokumentation des Eisenabbaus zwischen Wölflinswil und dem Zeiher Homberg. Die umliegenden Wälder wurden im Mittelalter durch den Abbau von Eisenerz überbeansprucht. Für die Verhüttung von 1 Tonne Eisenerz brauchte es rund 20 Tonnen Holzkohle. Da die Produktion damals von der Wasserkraft abhängig war, wurden die Produktionsstätten vorzugsweise an Fliessgewässern erbaut. Der Betrieb wurde im 17. Jahrhundert eingestellt, da die Holzreserven knapp wurden. 
Im Laufe der Jahrhunderte erholte sich der Wald, doch die Vertiefungen blieben.
Die Route ist 13 km lang und führt über Herznach und Zeihen. Eine Orientierungstafel, gesponsert von der Elektrizitätsgesellschaft Laufenburg, befindet sich direkt unter der betriebseigenen, in den frühen Sechzigerjahren erstellten 380-kV-Hochspannungsleitung Laufenburg AG-Gösgen.